# Zaurbiek Plijew
Zaurbiek Igoriewicz Plijew (ros. Заурбек Игоревич Плиев; ur. 27 września 1991 we Władykaukazie) – rosyjski piłkarz pochodzenia osetyjskiego grający na pozycji środkowego lub lewego obrońcy. Od 2019 jest zawodnikiem klubu Dinamo Moskwa.

## Kariera klubowa
Swoją karierę piłkarską Plijew rozpoczął w juniorach Dinama Moskwa. W 2009 roku został zawodnikiem Spartaka Nalczyk i 19 sierpnia 2010 zadebiutował w jego barwach w Priemjer-Lidze w przegranym 1:3 domowym meczu z Saturnem Ramienskoje. W Spartaku spędził rok.
W 2011 roku Plijew przeszedł do kazachskiego Lokomotiwu Astana. Swój debiut w Lokomotiwie zaliczył 6 marca 2011 w przegranym 0:2 domowym meczu z Żetysu Tałdykorgan. W 2011 roku zdobył z Lokomotiwem Superpuchar Kazachstanu.
W sierpniu 2011 Plijew wrócił do Rosji i został piłkarzem grającej w Pierwyj diwizion, Ałaniji Władykaukaz. Zadebiutował w niej 6 września 2011 w wygranym 2:0 domowym meczu z Wołgarem Astrachań. W sezonie 2011/2012 awansował z Ałaniją do Priemjer-Ligi, a w sezonie 2012/2013 spadł z nią z powrotem do Pierwyj diwizion.
W styczniu 2014 Plijew przeszedł na zasadzie wolnego transferu do kazachskiego Kajratu Ałmaty. Swój debiut w nim zanotował 15 marca 2014 w przegranym 0:1 domowym meczu z FK Atyrau. W sezonie 2014 zdobył z nim Puchar Kazachstanu, a w sezonie 2015 sięgnął po dublet - mistrzostwo i puchar kraju.
W styczniu 2016 Plijew został zawodnikiem Achmatu Grozny, do którego trafił za 380 tysięcy euro. 14 marca 2016 zadebiutował w nim w lidze w wygranym 1:0 wyjazdowym meczu z Dinamem Moskwa. Zawodnikiem Achmatu był do końca sezonu 2018/2019.
W lipcu 2019 Plijew został sprzedany za 1,2 miliona euro do Dinama Moskwa. W Dinamie swój debiut zaliczył 12 lipca 2019 w zremisowanym 1:1 wyjazdowym spotkaniu z Arsienałem Tuła.
| Sezon   | Klub                | Kraj       | Rozgrywki        | Mecze | Gole |
| ------- | ------------------- | ---------- | ---------------- | ----- | ---- |
| 2010    | Spartak Nalczyk     | Rosja      | Priemjer-Liga    | 4     | 0    |
| 2011    | Lokomotiw Astana    | Kazachstan | Priemjer Ligasy  | 21    | 1    |
| 2011/12 | Ałanija Władykaukaz | Rosja      | Pierwyj diwizion | 24    | 1    |
| 2012/13 | Ałanija Władykaukaz | Rosja      | Priemjer-Liga    | 20    | 0    |
| 2013/14 | Ałanija Władykaukaz | Rosja      | Pierwyj diwizion | 15    | 0    |
| 2014    | Kajrat Ałmaty       | Kazachstan | Priemjer Ligasy  | 24    | 3    |
| 2015    | Kajrat Ałmaty       | Kazachstan | Priemjer Ligasy  | 22    | 1    |
| 2015/16 | Achmat Grozny       | Rosja      | Priemjer-Liga    | 9     | 0    |
| 2016/17 | Achmat Grozny       | Rosja      | Priemjer-Liga    | 10    | 0    |
| 2017/18 | Achmat Grozny       | Rosja      | Priemjer-Liga    | 12    | 0    |
| 2018/19 | Achmat Grozny       | Rosja      | Priemjer-Liga    | 19    | 0    |
| 2019/20 | Dinamo Moskwa       | Rosja      | Priemjer-Liga    | 14    | 0    |
| 2020/21 | Dinamo Moskwa       | Rosja      | Priemjer-Liga    | 7     | 0    |

## Kariera reprezentacyjna
Plijew ma za sobą występy w reprezentacji Rosji U-19 i U-21.